# Edificio de El Mercurio de Valparaíso
El Edificio de El Mercurio de Valparaíso es un inmueble ubicado en la intersección de las calles Esmeralda y la subida Concepción, en la ciudad de Valparaíso, Chile. Fue inaugurado el 5 de abril de 1901, y forma parte de la Zona Típica Pasaje Ross, definida definida mediante el Decreto Exento n.º 316, del 19 de julio de 1994.

## Historia
Comenzó su construcción en 1899, bajo el proyecto del ingeniero Augusto Geiger y del ingeniero Carlos Barroilhet. Luego de su inauguración en 1901, se convirtió en el primer edificio construido de forma especial para la imprenta y oficinas de redacción de un diario. Cuenta con una arquitectura historicista, con fachadas eclécticas, en donde predomina la estatua del dios Mercurio, con su brazo extendido apuntando al cielo.
El interior del edificio fue remodelado en 1979 por los arquitectos Christian de Groote, Hugo Molina, Gloria Barros y Jacqueline Pertuiset, en el cual se eliminaron los revestimientos de los muros interiores dejando a la vista la albañilería. La superficie remodelada fue de aproximadamente 5000 m² y obtuvo el Premio Bienal 1979 en la categoría de Remodelación.